# 도서관의 자유에 관한 선언
도서관의 자유에 관한 선언(일본어: 図書館の自由に関する宣言 としょかんのじゆうにかんするせんげん[*])은 일본의 ‘모든 도서관이 이뤄가야만 하는 사명’을 재확인하기 위해 1952년도부터 제정이 논의되어, 1954년 5월 28일 개최된 일본도서관협회 총회에서 제정, 발표된 헌장이다. 현재의 헌장은 1979년 최종적으로 개정된 것이다. 일본의 모든 공공도서관에 이용자가 볼 수 있는 곳에, 시선보다 높이 걸려있다고 한다.

## 역사

### 제정
이 선언은 1950년대 냉전으로 인해 보수정권과 공산당 간의 정치적 혼란이 격화되는 가운데, 피의 메이데이 사건으로 인해 파괴활동방지법이 제정되면서 치안관서에서 도서관에 대한 간섭이 시작되려고 하던 때 생겨났다. 이미 2차대전 중이던 1942(쇼와 17)년에 도서관 대상 도서 삭제 등의 경험을 겪은 도서관 관계자들에게는 패전 이후에도 정치적 혼란 가운데 공안 관계자들에 의한 열람표의 조사, 도서관 내 공간 사용단체의 조사, 지방교육청에 의한 구입도서에 대한 간섭 등 부당한 요구가 쏟아지면서 ‘도서관의 저항선’이 무엇인지에 대해 고민해 가고 있던 중, 1952년 2월 치치부시립도서관에서 나카지마 켄조(中島健蔵)의 강연회를 준비하고 있다는 이유로 경찰이 무단으로 기획자의 책상을 조사하는 사건이 발생한다. 이에 사이타마현 공공도서관협회는 11월 개최한 워크숍에서 사이타마현립도서관 부관장이었던 쿠사노 아사나(草野 正名) 등의 제안자들에 의해 《일본도서관헌장》을 제정하도록 제안하기로 결의한다.
이후 12월 9일 사이타마현 공공도서관장인 니라츠카 이치사부로-(韮塚 一三郎)가 미국의 《도서관 권리장전》(Library bill of Rights)을 바탕으로 한 헌장 제정을 공식 제안하는 문서를 일본도서관협회 아리야마 타카시(有山崧) 사무국장에게 제출하면서 본격적인 논의가 시작된다. 이후 일본도서관협회는 헌장위원회를 결성한 후 니라츠카 관장, 사토- 타다요시(佐藤 忠恕) 무사시노시립도서관장, 아리야마 국장을 중심으로 위원회안을 작성하고 《도서관잡지》 1953년 11월호에서 보고한다. 이후 1954년 5월 26일부터 28일까지 개최된 전국도서관대회에서 격론 후에 제정이 결정되어 마지막 날 개최된 총회에서 제정되었다.

### 개정
1976년 시카타 야스오가 쇼가쿠칸이 발간한 동화책을 읽던 중 피노키오의 장애차별 표현을 이유로 출판 중단을 요구하는 반면, 도서관에서도 제거를 요구하면서, 도서관의 자유에 대한 논의가 재개된다. 이 사태를 계기로 1979년 처음 3개항이던 선언에 신규로 3항이 추가되면서 총 4개 항목이 되어 현행에 이른다.

## 주요 내용
현행 내용은 다음과 같다.
도서관은, 기본적 인권 중 하나인 알 자유(알 권리)를 가진 국민에게, 자료나 시설을 제공하는 것을 가장 중요한 책무로 삼는다. 그 책무를 다하기 위해, 도서관은 다음을 확언하고 실천한다.
1. 도서관은 자료취득의 자유를 가진다.
2. 도서관은 자료제공의 자유를 가진다.
3. 도서관은 이용자의 비밀을 지킨다.
4. 도서관은 모든 검열을 반대한다.

도서관의 자유가 침범될 때, 우리는 단결해, 끝까지 자유를 사수한다.

## 같이 보기
- 도서관 전쟁

## 참고문헌
- 安里, のり子; ウエルトハイマー, アンドリュー; 根本, 彰 (2011). “小説『図書館戦争』と「図書館の自由に関する宣言」の成立”. 《日本図書館情報学会誌》 (일본어) 57 (1): 19-32. doi:10.20651/jslis.57.1_19.
- “図書館の自由に関する宣言” (일본어). 日本図書館協会. 2023년 9월 17일에 확인함.